# Хурник, Лукаш
Лукаш Ху́рник, также Гу́рник (Lukáš Hurník; родился 12 июля 1967, Прага) — чешский композитор, хормейстер, музыковед-просветитель.

## Очерк жизни и творчества
Изучал сочинение у своего отца, композитора Ильи Хурника (1922—2013). В 1990 закончил Карлов университет по специальностям «музыкальная педагогика» и «чешский язык». В 1999 там же защитил докторскую диссертацию по музыкальной педагогике. С 1991 работает на Чешском радио 3, руководит музыкальными и образовательными программами (с 2002 — главный редактор). С 1998 — главный дирижёр пражского хора «Gaudium Pragense». С 2006 Хурник — президент Чешского музыкального совета (разновидность Союза композиторов).
Хурник — автор сочинений в разнообразных традиционных и авангардных жанрах, среди которых опера «Ангелы» (Прага, 2006), Магнификат (1992), симфония «Глобус» для ударных и оркестра (2002). Значительное влияние на него оказали джаз и рок-музыка последней трети XX века (Hot suite для фортепиано в 4 руки [1987], оркестровые Вариации на тему Ф. Заппы [2003], Fusion music [1991]).
Как музыкальный писатель занимается популяризацией классической музыки (в соавторстве с М. Лишковой), в том числе, автор 4-томного учебника музыки для ДМШ (1998-2006) и книги «Тайны музыки» (2000).

## Сочинения (выборка)
- Сложные предложения (Souvětí), для оркестра (1979)
- Hot-Suite, для фортепиано в 4 руки (1987)
- Fusion Music, для гобоя, кларнета, фагота и фортепиано (1991)
- Магнификат (1992)
- Quis credidit? (кантата для детского хора; 1999)
- Камерная симфония «Девушка и машина» (Dívka a stroj, 1999)
- Созвездие (Konstelace), для струнных инструментов (2000)
- Ninna nanna, для флейты соло (2000)
- Симфония «Глобус», для ударных инструментов и оркестра (2002)
- Вариации на тему Ф. Заппы для 2 саксофонов и камерного оркестра (2003)
- Чайная кантата (2004)
- Размышление Кафки, кантата для баритона с оркестром (Kafkovo Rozjímání, 2005)
- Опера «Ангелы» (пост. Прага, 2006)

## Литературные сочинения
- (соавтор: Marie Lišková) Hudební výchova - učebnice pro 1., 2. 3., 4. ročník ZŠ. Praha: SPN, 1998—2006.
- (соавтор: Marie Lišková) Tajemství hudby odtajněno. Hudební nauka s nadhledem. Praha: Grada Publishing, 2000.